# Đại hội Thể thao Mùa đông châu Á 2017
Đại hội Thể thao Mùa đông châu Á 2017 sẽ là đại hội thể thao châu Á thứ ba tổ chức tại Sapporo, Nhật Bản. Đại hội được lên lịch tổ chức vào năm 2018. Tuy nhiên, Hội đồng Olympic châu Á trong phiên họp tổ chức tại Singapore ngày 3 tháng 7 năm 2009, đã quyết định dời ngày tổ chức để có thể trước một năm so với Thế vận hội Mùa đông 2018.
Sapporo và Obihiro được chọn trở thành chủ nhà đại hội vào ngày 31 tháng 1 năm 2011. Biên bản ghi nhớ được ký bởi Tsunekazu Takeda, chủ tịch Ủy ban Olympic Nhật Bản. Đây là lần thứ ba Sapporo là chủ nhà của một đại hội thể thao và là lần thứ tư của Nhật Bản.

## Lựa chọn thành phố đăng cai
Vào ngày 31 tháng 1 năm 2011, Sapporo được trao quyền đăng cai đại hội. Quyết định này được công bố bởi đại hội đồng OCA khi đang diễn ra  Đại hội Thể thao Mùa đông châu Á 2011 tại Astana, Kazakhstan. Không có một thành phố nào khác chạy đua đăng cai. Tổng chi phí dự kiến cho kỳ đại hội khoảng 3,5 tỷ ¥.

## Địa điểm thi đấu
| Địa điểm                           | Môn thi đấu                                         |
| ---------------------------------- | --------------------------------------------------- |
| Sapporo Dome                       | Khai mạc- bế mạc                                    |
| Sân vận động Okurayama Ski Jump    | Trượt tuyết nhảy xa                                 |
| Sân vận động Miyanomori Ski Jump   | Trượt tuyết nhảy xa                                 |
| Sân vận động Shirahatayama Open    | Trượt tuyết băng đồng                               |
| Khu trượt tuyết Sapporo Teine      | Trượt tuyết đổ đèo, Trượt ván trên tuyết            |
| Khu trượt tuyết Sapporo Bankei Ski | Trượt tuyết tự do, Trượt ván trên tuyết             |
| Sân vận động Nishioka Biathlon     | Hai môn phối hợp                                    |
| Nhà thi đấu Tsukisamu              | Khúc côn cầu trên băng                              |
| Nhà thi đấu Mikaho                 | Khúc côn cầu trên băng                              |
| Sân trượt băng Hoshioki            | Khúc côn cầu trên băng                              |
| Sân vận động Sapporo Curling       | Bi đá trên băng                                     |
| Khu trượt băng tốc độ Obihiro      | Trượt băng tốc độ                                   |
| Sân trượt băng trong nhà Makomanai | Trượt băng nghệ thuật, Trượt băng vòng ngắn, Bế mạc |

## Đại hội

### Môn thi đấu
64 nội dung trong 11 môn thể thao mùa đông được dự kiến tổ chức. Ba nội dung trượt băng: trượt băng nghệ thuật, trượt băng tốc độ, và trượt băng vòng ngắn. Năm môn trượt tuyết bao gồm: Trượt tuyết đổ đèo, trượt tuyết băng đồng, trượt tuyết tự do, trượt tuyết nhảy xa, và trượt ván trên tuyết. Các môn khác là: hai môn phối hợp, bi đá trên băng, khúc côn cầu trên băng. Các môn xe trượt băng được dự kiến không tổ chức.
Số trong ngoặc đơn chỉ ra số bộ huy chương của từng môn.
- Trượt tuyết đổ đèo (4) (chi tiết)

- Hai môn phối hợp (7) (chi tiết)

- Trượt tuyết băng đồng (10) (chi tiết)

- Bi đá trên băng (2) (chi tiết)

- Trượt tuyết nghệ thuật (4) (chi tiết)

- Trượt tuyết tự do (4) (chi tiết)

- Khúc côn cầu trên băng (2) (chi tiết)

- Trượt băng vòng ngắn (8) (chi tiết)

- Trượt tuyết nhảy xa (3) (chi tiết)

- Trượt ván trên tuyết (6) (chi tiết)

- Trượt băng tốc độ (14) (chi tiết)

### Quốc gia tham dự
Có khoảng 30 Ủy ban Olympic quốc gia thuộc châu Á và 2 Ủy ban của châu Đại dương cử đại diện tham dự. Indonesia, Sri Lanka, Đông Timor và Việt Nam sẽ tham dự lần đầu tiên.
Con số trong ngoặc đơn biểu thị số vận động viên đủ điều kiện tham gia.
Châu Á
- Trung Quốc (156)
- Hồng Kông (50)
- Vận động viên Olympic độc lập (23)
- Ấn Độ (27)
- Indonesia (34)
- Iran (10)
- Nhật Bản (146)
- Jordan (2)
- Kazakhstan (116)
- Kyrgyzstan (33)
- Liban (8)
- Ma Cao (23)
- Malaysia (36)
- Mông Cổ (46)
- Nepal (3)
- CHDCND Triều Tiên (7)
- Pakistan (12)
- Philippines (29)
- Qatar (32)
- Singapore (22)
- Hàn Quốc (141)
- Sri Lanka (5)
- Đài Bắc Trung Hoa (41)
- Tajikistan (4)
- Thái Lan (51)
- Đông Timor (1)
- Turkmenistan (25)
- UAE (24)
- Uzbekistan (1)
- Việt Nam (6)

Châu Đại dương
- Úc (30)
- New Zealand (3)

Các nước châu Á khác không tham dự
- Afghanistan
- Bahrain
- Bangladesh
- Bhutan
- Brunei
- Campuchia
- Iraq
- Lào
- Maldives
- Myanmar
- Oman
- Palestine
- Ả Rập Saudi
- Syria
- Yemen

Chú ý:  Israel là thành viên của Ủy ban Olympic châu Âu.

### Lịch thi đấu
| KM | Khai mạc | ● | Vòng đấu loại | 1 | Trao huy chương | BM | Bế mạc |

| Tháng hai                    | Tháng hai                    | 17 Sáu | 18 Bảy | 19 CN | 20 Hai | 21 Ba | 22 Tư | 23 Năm | 24 Sáu | 25 Bảy | 26 CN | Bộ huy chương |
| ---------------------------- | ---------------------------- | ------ | ------ | ----- | ------ | ----- | ----- | ------ | ------ | ------ | ----- | ------------- |
| Lễ (Khai mạc/Bế mạc)         | Lễ (Khai mạc/Bế mạc)         |        |        | KM    |        |       |       |        |        |        | BM    |               |
| Trượt tuyết đổ đèo           | Trượt tuyết đổ đèo           |        |        |       |        |       | 1     | 1      | 1      | 1      |       | 4             |
| Hai môn phối hợp             | Hai môn phối hợp             |        |        |       |        |       |       | 2      | 2      | 1      | 2     | 7             |
| Trượt tuyết băng đồng        | Trượt tuyết băng đồng        |        |        |       | 2      | 2     |       | 2      | 2      |        | 2     | 10            |
| Bi đá trên băng              | Bi đá trên băng              |        | ●      | ●     | ●      | ●     | ●     | 1      | 1      |        |       | 2             |
| Trượt băng nghệ thuật        | Trượt băng nghệ thuật        |        |        |       |        |       |       | ●      | 1      | 2      | 1     | 4             |
| Trượt tuyết tự do            | Trượt tuyết tự do            |        |        |       |        |       |       |        | 2      |        | 2     | 4             |
| Khúc côn cầu trên băng       | Khúc côn cầu trên băng       | ●      | ●      |       | ●      | ●     |       | ●      |        | 1      | 1     | 2             |
| Trượt băng tốc độ cự ly ngắn | Trượt băng tốc độ cự ly ngắn |        |        |       | 2      | 2     | 4     |        |        |        |       | 8             |
| Trượt tuyết nhảy xa          | Trượt tuyết nhảy xa          |        |        |       |        | 1     |       |        | 1      | 1      |       | 3             |
| Trượt ván trên tuyết         | Trượt ván trên tuyết         |        |        | 2     | 2      |       |       |        |        | 2      |       | 6             |
| Trượt băng tốc độ            | Trượt băng tốc độ            |        |        |       | 4      | 4     | 3     | 3      |        |        |       | 14            |
| Tổng số bộ huy chương        | Tổng số bộ huy chương        |        |        | 2     | 10     | 9     | 8     | 9      | 10     | 8      | 8     | 64            |
| Tổng số đã trao              | Tổng số đã trao              |        |        | 2     | 12     | 21    | 29    | 38     | 48     | 56     | 64    |               |
| Tháng hai                    | Tháng hai                    | 17 Sáu | 18 Bảy | 19 CN | 20 Hai | 21 Ba | 22 Tư | 23 Năm | 24 Sáu | 25 Bảy | 26 CN | Bộ huy chương |

### Bảng huy chương
Chủ nhà
| 1         | Nhật Bản (JPN)          | 27 | 21 | 26 | 74  |
| 2         | Hàn Quốc (KOR)          | 16 | 18 | 16 | 50  |
| 3         | Trung Quốc (CHN)        | 12 | 14 | 9  | 35  |
| 4         | Kazakhstan (KAZ)        | 9  | 11 | 12 | 32  |
| 5         | CHDCND Triều Tiên (PRK) | 0  | 0  | 1  | 1   |
| Tổng cộng | Tổng cộng               | 64 | 64 | 64 | 192 |

## Tiếp thị và truyền thông

### Nhà tài trợ
| Nhà tại trợ Đại hội Thể thao Mùa đông châu Á 2017 |
| --- |
| Tài trợ chính thức - Aktio - Bridgestone - Coca-Cola - EC-PRO - Hokkaido Gas - Hokkaido Shimbun - Kamori Kankō - Kanamoto - Mizuno Corporation - Panasonic - Sapporo Bankei Ski Area - Tokio Marine Nichido |
| Tài trợ vàng - Allianz - Canon Inc. - EF Education First - Nestlé - NTT Corporation (NTT DoCoMo) - Siemens - Square Enix—Ubisoft - Total S.A.                                                               |
| Đối tác chính thức - Japan Airlines - JTB Corporation - TN7 Airways—ANA - UNICEF |